# Paweł Szcześniak (rzeźbiarz)
Paweł Szcześniak (ur. 28 kwietnia 1952, zm. 22 września 2007) – polski rzeźbiarz.

## Życiorys
Absolwent prestiżowego Technikum Plastycznego im. Antoniego Kenara w Zakopanem. W  1977 r. ukończył studia na Wydziale Wzornictwa Przemysłowego ASP w Warszawie. Był autorem licznych statuetek, medali, wpinek i rzeźb wykonywanych z zastosowaniem takich tworzyw jak mosiądz, brąz, srebro, złoto, kamień, drewno czy szkło. Był autorem posrebrzanych i pozłacanych pucharów dla realizatorów filmu "Quo vadis", wykonanych wspólnie z Władysławem Zabłockim oraz dwóch tablic pamiątkowych wiszących przy wejściach do warszawskiego metra (stacja Politechnika). 
Do śmierci prowadził pracownię rzeźbiarską w Warszawie przy ul. Uniwersyteckiej 6.

## Wybrane statuetki
- Allianz "Nike"
- Konsalnet "Piórko"
- Krajowa Izba Budowlana "Deweloper"
- Laur Golf & Life
- Nagroda firmy ICN
- Tłuchowianin Roku (powstały trzy statuetki: Tłuchowianin Roku 2004, Tłuchowianin Roku 2005 i Tłuchowianin Roku 2006)
- Zepter International "Siłacz"